# Terratrèmols de Ridgecrest del 2019
Els terratrèmols del juliol del 2019 a Ridgecrest es van produir el 4 i 5 d'aquest mes al nord i al nord-est de la ciutat de Ridgecrest, Califòrnia i a l'oest de Searles Valley, Califòrnia (aproximadament 200   km al nord-nord-est de Los Angeles). Van incloure tres sismes principals de magnituds 6,4, 5,4 i 7,1 i moltes rèpliques perceptibles. El primer sisme principal (que ara es considera que fou un precursor) es va produir el 4 de juliol a les 10:33a.m., aproximadament a 18 km E-NE de Ridgecrest, i a 13km O-SO de Trona, en una falla de tendència NE-SO, que anteriorment havia passat desapercebuda. Aquest terratrèmol va anar precedit de diversos terratrèmols més petits i va ser seguit per més de 1.400 rèpliques detectades. Els sismes de M 5.4 i M 7.1 es van produir el dia 5 a les 4:08 am i les 8:19 pm aproximadament a 10km al nord-oest. Aquest últim, ara considerat el principal, va ser el terratrèmol més potent que es va produir a l'estat en vint anys (després del terratrèmol de la mina Hector del 1999). Les rèpliques posteriors es varen estendre per aproximadament 50km al llarg de la zona de falles del Little lake.
El primer sisme va produir danys relativament menors, amb alguns incendis a prop l'epicentre. El sisme principal va provocar un tall elèctric a com a mínim 3,000 residents de Ridgecrest. Els efectes van ser sentits arran del Sud de Califòrnia, parts d'Arizona i Nevada, i fins i tot àrees llunyanes com l'Àrea de la Badia del San Francisco i Sacramento al nord, Baja Califòrnia, Mèxic cap al sud. S'estima que 20 milions de persones van sentir el primer sisme, i aproximadament 30 milions de persones van experimentar el sisme principal.